# Nyttokostnadsanalys
Nyttokostnadsanalys (NKA) är en analysmetod för att beräkna samhällsnytta i samhällsprojekt. Utredarna försöker uppskatta fördelar och kostnader genom att väga in alla aspekter som kan räknas som vinster eller förluster skapade av projektet. Aspekterna uttrycks i monetära termer, t.ex. i kronor. Detta innebär att man sätter en prislapp på hur mycket en bra miljö eller en god hälsa kostar. I en NKA tar man också hänsyn till uppskjuten konsumtion med hjälp av diskontering.
Diskonteringen innebär att man beräknar nuvärdet av framtida in- eller utbetalningar. Om man till exempel ska betala 100 kronor om tre år och årsräntan är 5 procent blir beloppets diskonterade värde eller nu-värde:
{\displaystyle {\frac {100}{1,05^{3}}}=86,2}

## Tillämpning i Sverige
Metoden används av statliga verk vid infrastruktursatsningar. Exempelvis har Trafikverket fastställda ekonomiska kalkylvärden för samhällsnyttor, som sedan ställs mot investeringskostnaderna. Trafikverket redovisar resultatet som nettonuvärdeskvoten till 4 % kalkylränta.